# Fiat 133
Fiat 133 a fost un automobil produs de FIAT între 1974 și 1982, prin intermediul filialei sale de atunci, SEAT.

## Istorie
Prezentat la Salonul Auto de la Barcelona în mai 1974, modelul reprezenta un proiect FIAT abandonat, relansat pentru SEAT ca succesor al modelelor mai vechi SEAT 600 și SEAT 850, care începeau să fie depășite. Fiat 133 era destinată piețelor mai puțin pretențioase și în curs de dezvoltare (cum ar fi Finlanda, America de Sud și Turcia), unde era vândută sub marca FIAT. În schimb, în Spania, Portugalia, Germania și Țările de Jos, purta emblema SEAT. Astăzi ar fi considerată un automobil low-cost, precursor al modelului Fiat Palio din 1996.
În esență, Fiat 133 era o versiune cu caroserie reproiectată a modelului 850. Păstra întreaga mecanică a modelului FIAT utilitar, inclusiv șasiul și motorul posterior longitudinal, cu o capacitate de 843 cm³ și o putere de 34 CP (25 kW). De asemenea, avea același ampatament de 202 cm. Primele exemplare utilizau jantele de 12 inchi și capacele de roată de la Fiat 850, înlocuite ulterior de cele de la Fiat 127. Caroseria, deși de design nou, era un hibrid între cea a modelului Fiat 126, de la care împrumuta partea frontală și cea din spate, și cea a Fiat 127, cu care semăna partea centrală a vehiculului. Rezultatul final era un automobil cu următoarele dimensiuni: lungime de 345 cm, lățime de 142 cm, înălțime de 132 cm și o greutate de aproximativ 690 kg, poziționându-se între „mica” 126 și utilitara 127.

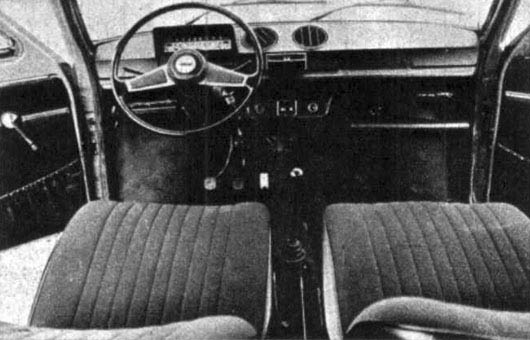
Interiorul modelului Fiat 133

Interiorul era specific și de nivel estetic și calitativ modest, păstrând în mare măsură aspectul depășit al modelului 850. Instrumentația era limitată la un vitezometru și un indicator al nivelului de combustibil. De asemenea, spațiul interior nu era unul generos, oferind confort redus pentru pasageri. Cu toate acestea, la competiția „Mașina Anului” din 1975, Fiat 133 s-a clasat pe locul al nouălea, cu 6 voturi.
Produsă în uzinele spaniole până în 1979, Fiat 133 era comercializată sub marca SEAT în Spania și Portugalia, iar din octombrie 1974 sub marca FIAT (cu mențiunea „Made by SEAT”) în Germania, Franța, Belgia și Țările de Jos. Din iunie 1975, a fost vândută și în Marea Britanie, prin intermediul dealerilor FIAT, deoarece SEAT nu dispunea de o rețea comercială locală.

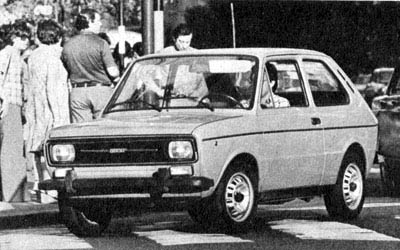
Fiat 133 Argentina

Din aprilie 1977, acest model a fost asamblat și în Egipt atât pentru piața internă, cât și pentru exportul către Irak. În același an și până în 1982, a fost produsă și de FIAT în Argentina, într-un număr de 15.821 de exemplare, la uzina din Córdoba, în două variante de echipare: „Standard” și „Deluxe”. Versiunea „Deluxe” era echipată cu o grilă frontală din plastic gri, fără funcții practice, dar care îi modifica aspectul comparativ cu versiunea SEAT. În plus, avea bandouri laterale de protecție și ornamente din plastic negru. Ca opțiune, puteau fi montate roți cu jante perforate, în locul celor originale Fiat 850. Modelul a fost distribuit și în alte țări din America Latină.
Echipamentul tehnico-mecanic al vehiculului consta în două motoare cu capacitatea de 903 cm³, derivate din Fiat 127. Motoarele dezvoltau puteri de 37 CP (în varianta mai puternică) și 34 CP (în varianta limitată pentru utilizarea benzinei cu indicele de octanaj de 85 de octani).
Succesul comercial al modelului a fost relativ modest, iar în Italia nu există dovezi ale unei importări oficiale, cu excepția unor exemplare înmatriculate de către dealerii SEAT. Modelul nu figura în catalogul oficial FIAT, dar putea fi achiziționată prin importuri paralele, beneficiind de reduceri substanțiale pentru angajații FIAT.
Din perspectivă tehnică, succesorul direct al modelului Fiat 133 poate fi considerat SEAT Panda, lansat în 1980. Producția totală s-a ridicat la 190.984 de unități.